# Stazione di Giuncarico
Stazione di Giuncarico vasútállomás Olaszországban, Giuncarico településen.

## Vasútvonalak
Az állomást az alábbi vasútvonalak érintik:
- Pisa–Róma-vasútvonal
- Giuncarico-Ribolla-vasútvonal

## Kapcsolódó állomások
A vasútállomáshoz az alábbi állomások vannak a legközelebb:
- Stazione di Gavorrano
- Stazione di Montepescali